# Kelly Reilly

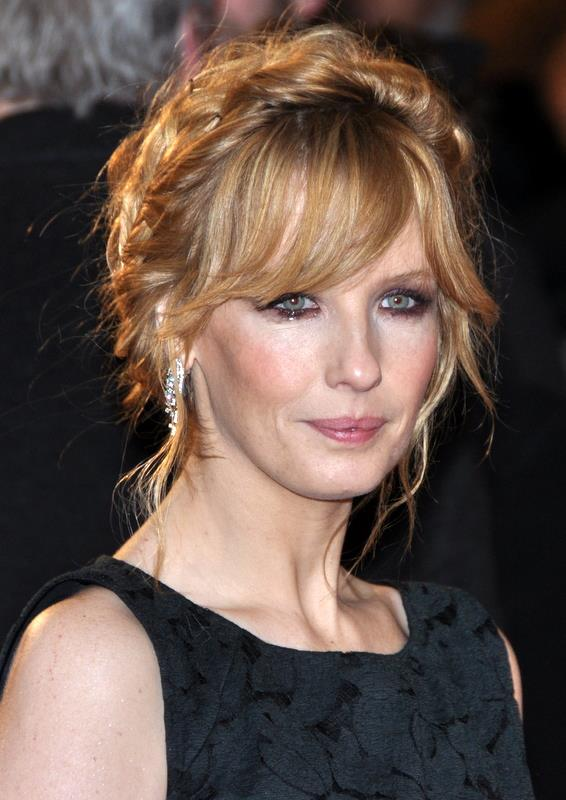
Kelly Reilly (2013)

Jessica Kelly Siobhán Reilly (* 18. Juli 1977 in Epsom, Surrey, England) ist eine britische Film- und Theaterschauspielerin.

## Leben

### Ausbildung und erste Fernsehrollen
Kelly Reilly wuchs als Tochter einer Sekretärin und eines Polizisten gemeinsam mit ihrem Bruder Neil auf, einem heutigen Profigolfer, unweit ihres Geburtsorts Epsom in Chessington, Greater London. Mit dem Theater in Berührung kam Reilly beim Besuch der Secondary School, an der sie angeregt durch ihren Schauspiellehrer Theaterstücke las und Aufführungen besuchte. Mit sechzehn Jahren wurde Reilly bei einem Projekt von Amateurschauspielern, The Casting Couch genannt, von einer Agentin entdeckt. Diese vermittelte ihr ein Vorsprechen für die populäre Fernsehserie Heißer Verdacht, in der Helen Mirren die Kriminalkommissarin Jane Tennison mimte.
Tatsächlich gelangte Reilly in dem 1995 produzierten vierten Teil Seilschaften an die Hauptrolle einer drogensüchtigen Schülerin aus der Mittelschicht, die unter Verdacht steht, einen Geschäftsmann getötet zu haben. Dieser erste Erfolg war für Reilly ausschlaggebend dafür, eine Karriere als Schauspielerin anzustreben. Die charismatische Engländerin war in weiteren Fernsehrollen zu sehen, darunter Nebenrollen in Richard Laxtons Historiendrama Poldark (1996) und Jim O’Briens Fernsehremake des Hitchcock-Films Rebecca (1940) mit Charles Dance und Emilia Fox in den Hauptrollen. Zwischenzeitlich beendete sie ihre Schulausbildung mit dem A-Level, was vergleichbar mit dem Abitur ist, und nahm sich mit siebzehn Jahren eine eigene Wohnung im Londoner Stadtteil Clapham. Reilly besuchte einige Vorsprachen bei Schauspielschulen, entschloss sich aber gegen eine klassische Schauspielausbildung.
1997 feierte Reilly ihr Theaterdebüt am Londoner Watford Palace Theatre in Terry Johnsons Stück Elton John’s Glasses. Johnson war Reillys Schauspielleistung in Heißer Verdacht in Erinnerung geblieben und er setzte sie anschließend in The London Cuckold am Royal National Theatre und in der West-End-Theaterversion von Die Reifeprüfung ein. Im letztgenannten Stück agierte sie an der Seite von Kathleen Turner als deren sensible Tochter Elaine Robinson. Es folgte 2001 ein Engagement am Royal Court Theatre für ein Revival von Sarah Kanes kontroversem, durch den Balkankrieg inspirierten Drama Zerbombt. Das Stück behandelt die Themen Kannibalismus und Vergewaltigung in Kriegszeiten. Zwei Jahre später interpretierte Reilly unter der Regie von Lindsay Posner die vor Liebeskummer vergehende Deb in David Mamets Sexual Perversity in Chicago am Londoner Comedy Theatre. Hier stand sie u. a. neben Minnie Driver und Matthew Perry auf der Bühne. Dazwischen spielte sie Nebenrollen in Kinoproduktionen u. a. in Fred Schepisis preisgekröntem Drama Letzte Runde und Cédric Klapischs L’auberge espagnole. In der erfolgreichen französischen Komödie um eine multikulturelle Studenten-Wohngemeinschaft in Barcelona spielte Reilly an der Seite von Romain Duris, Audrey Tautou und Barnaby Metschurat die englische Erasmus-Studentin Wendy.

### Erfolg im Theater und Film
Der große Durchbruch in der Londoner Theaterszene folgte Ende des Jahres 2003, als Kelly Reilly die Titelrolle in Patrick Marbers After Miss Julie am Londoner Donmar Warehouse interpretierte. Marber verlegte die Handlung von August Strindbergs Drama Miss Julie (1888) in ein englisches Landhaus zu Zeiten des erdrutschartigen Sieges der Labour Party im Jahr 1945. Reilly agierte neben Helen Baxendale und Richard Coyle als junge aristokratische Heldin, die sich auf eine gefährliche Liaison mit dem Kammerdiener ihres Vaters einlässt. Die Kritiken lobten ihr Spiel und Reilly erhielt ein Jahr später als bisher jüngste Aktrice eine Nominierung für den renommierten britischen Theaterpreis Laurence Olivier als Beste Darstellerin und eine Nominierung bei den Evening Standard Theatre Awards.
Zwei Jahre später blieb ihr auch der Erfolg im Filmgeschäft nicht verwehrt. Nach einer Nebenrolle in Laurence Dunmores Historiendrama The Libertine an der Seite von Johnny Depp und Samantha Morton wiederholte sie 2005 ihre Rolle der Wendy in Cédric Klapischs L’auberge espagnole – Wiedersehen in St. Petersburg, in der sie mit dem ziellosen Protagonisten Xavier (erneut dargestellt von Romain Duris) das berufliche wie auch private Glück findet. Die Fortsetzung konnte an den Erfolg von L’auberge espagnole anknüpfen und ihren Platz an der Spitze der französischen Kinocharts gegen Hollywood-Produktionen wie Batman Begins und Krieg der Welten behaupten. Reilly wurde für ihre Darstellung auf den Filmfestspielen von Cannes mit der Chopard Trophée ausgezeichnet, die die Leistung junger internationaler Schauspieler würdigt.
2006 erhielt sie eine Nominierung als Beste Nebendarstellerin für den wichtigsten französischen Filmpreis, den César. In Stephen Frears’ 1940er Jahre Komödie Lady Henderson präsentiert mit Judi Dench und Bob Hoskins in den Hauptrollen, porträtierte Reilly eine der legendären Starlets des Londoner Windmill Theatres. Hierfür erhielt sie den Preis der Londoner Filmkritiker als Britische Neuentdeckung des Jahres und eine Nominierung bei den British Independent Film Awards. Es folgte Joe Wrights mehrfach für den Oscar nominiertes Drama Stolz und Vorurteil, in der sie die intrigante Caroline Bingley verkörperte. Im September 2006 war Kelly Reilly in dem Theaterstück Piano/Forte am Royal Court Theatre in London zu sehen.
2008 übernahm Reilly die Hauptrolle im Horrorthriller Eden Lake, einem Regiedebüt von Regisseur und Drehbuchautor James Watkins. Im selben Jahr war sie im englischen Drama Ich & Orson Welles (Me and Orson Welles) zu sehen. In Richard Linklaters Verfilmung des gleichnamigen Romans von Robert Kaplow spielte sie neben Claire Danes, Ben Chaplin und Zac Efron. Auch spielte Reilly mit Colin Farrell und Christopher Lee in der Verfilmung von Scott Andersons Roman Triage. Die Story beruht auf dem gleichnamigen Roman des Fotojournalisten Scott Anderson und dreht sich um den Kriegsfotographen Mark Walsh, der nach einer gefährlichen Mission aus Kurdistan heimkehrt – und zu Hause mit dem Tod seines Kollegen und besten Freundes fertigwerden muss. Ende April 2012 bekam Reilly die Hauptrolle in der Verfilmung von Jane Mendelsohns Roman Innocence.
An der Seite von Robert Downey Jr., Jude Law und Rachel McAdams war sie 2009 in Guy Ritchies Action-Version von Arthur Conan Doyles Detektivklassiker Sherlock Holmes sowie 2011 in dessen Nachfolger Sherlock Holmes: Spiel im Schatten als Mary Morstan, der späteren Ehefrau Dr. Watsons, zu sehen. 2012 übernahm sie die Rolle der heroinsüchtigen Nicole im Drama Flight.
2015 debütierte Reilly zusammen mit Clive Owen am Broadway in Harold Pinters Stück Old Times.
2018 spielte sie in der Serie Britannia in einer Hauptrolle die Figur Kerra; von 2018 bis 2024 spielte sie als Beth Dutton eine der Hauptrollen in der Neowestern- und Drama-Serie Yellowstone.
Bis 2011 war Reilly mit dem israelischen Schauspieler Jonah Lotan verlobt; seit 2012 ist sie mit Kyle Baugher verheiratet, das Paar lebt in New York City.

## Filmografie (Auswahl)
- 1995: Heißer Verdacht – Seilschaften (Prime Suspect 4: Inner Circles)
- 1996: Inspektor Wexford ermittelt (Ruth Rendell Mysteries, Fernsehserie, 2 Episoden)
- 1996: Bramwell (Fernsehserie, Episode 2x05)
- 1997: Rebecca (Fernsehfilm)
- 1997: Pie in the Sky (Fernsehserie, Episode 5x06)
- 1999: Sex ’n’ Death (Fernsehfilm)
- 1999: Wonderful You (Fernsehserie, 5 Episoden)
- 2000: Peaches
- 2001: Starched (Kurzfilm)
- 2001: Letzte Runde (Last Orders)
- 2002: L’auberge espagnole
- 2002: Gefährliche Nähe (The Safe House)
- 2003: Dead Bodies
- 2003: Agatha Christie’s Poirot – Morphium (Sad Cypress; Fernsehserie, Episode 9x02)
- 2004: The Libertine
- 2005: L’auberge espagnole – Wiedersehen in St. Petersburg (Les Poupées russes)
- 2005: Lady Henderson präsentiert (Mrs. Henderson Presents)
- 2005: Stolz und Vorurteil (Pride & Prejudice)
- 2006: A for Andromeda (Fernsehfilm)
- 2006: Puffball
- 2007: Joe’s Palace
- 2008: Eden Lake
- 2008: Ich & Orson Welles (Me and Orson Welles)
- 2008: Triage
- 2009: Sherlock Holmes
- 2009–2012: Above Suspicion (Fernsehserie, 11 Episoden)
- 2010: Meant to Be
- 2011: Gangsters (Edwin Boyd: Citizen Gangster)
- 2011: Sherlock Holmes: Spiel im Schatten (Sherlock Holmes: A Game of Shadows)
- 2012: Flight
- 2013: Beziehungsweise New York (Casse-tête chinois)
- 2013: A Single Shot – Tödlicher Fehler (A Single Shot)
- 2014: Den Himmel gibt’s echt (Heaven Is for Real)
- 2014: Black Box (Fernsehserie, 13 Episoden)
- 2014: Am Sonntag bist du tot (Calvary)
- 2015: True Detective (Fernsehserie, 8 Episoden)
- 2016: Bastille Day
- 2018: Britannia (Fernsehserie, 9 Episoden)
- 2018: 10x10
- 2018–2024: Yellowstone (Fernsehserie, 40 Episoden)
- 2019: Eli
- 2021: The Cursed – Der Fluch der Bestie (The Cursed)
- 2021: Promises
- 2023: Salade grecque (Fernsehserie, 3 Episoden)
- 2023: A Haunting in Venice
- 2024: Here
- 2024: Little Wing

## Bühnenstücke
- 1997: Elton John’s Glasses
- 1998: The London Cuckolds
- 1999: Drei Schwestern (Three Sisters)
- 2000: Die Reifeprüfung (The Graduate)
- 2001: Zerbombt (Blasted)
- 2001: The Yalta Game
- 2002: A Prayer For Owen Meany
- 2003: Sexual Perversity In Chicago
- 2003/04: After Miss Julie
- 2005: Look Back In Anger
- 2007: Piano/Forte
- 2009/10/11: Above Suspicion

## Auszeichnungen
- British Independent Film Award
  - 2005: nominiert als Beste Nebendarstellerin für Lady Henderson präsentiert
- Internationale Filmfestspiele von Cannes
  - 2005: Trophée Chopard
- César
  - 2006: nominiert als Beste Nebendarstellerin für L’auberge espagnole – Wiedersehen in St. Petersburg
- London Critics’ Circle Film Award
  - 2006: Britische Neuentdeckung des Jahres für Lady Henderson präsentiert
- Laurence Olivier Award
  - 2008: nominiert als Beste Darstellerin für ihre Rolle in Othello am Donmar Warehouse, London